# 휘인
정휘인(丁輝人, 1995년 4월 17일~)은 대한민국의 가수이자 걸 그룹 마마무의 멤버이며, 댄스와 보컬을 맡고 있다. 같은 멤버인 화사와는 전주성심여자중학교, 원광정보예술고등학교 동창이다. 휘인이라는 이름은 만화를 좋아했던 그녀의 이모가 순정만화 《인어공주를 위하여》의 등장인물 가운데 하나인 조휘인에서 이름을 따서 붙여준 이름이다. 2021년 6월 11일, 공식입장을 통해 휘인은 RBW와 계약종료되었고, 2개월뒤, 8월 31일에 빅스 라비의 소속사인, The live LABEL(더라이브)로 이적했다가 3년만인 2024년 8월 3일에 계약이 종료되었다.

## 학력
- 전주양지초등학교(졸업)
- 전주성심여자중학교(졸업)
- 원광정보예술고등학교(졸업)

## 데뷔
- 2014년 마마무 싱글 앨범 [행복하지마]

## 음반

### 참여 앨범
- 2014년 스탠딩 에그 - '햇살이 아파' (피쳐링)
- 2014년 팬텀 - 'Under Age's Song' (피쳐링)
- 2015년 씨엔블루 - 'Domino' (피쳐링)
- 2015년 루이 - '그냥가요' (피쳐링)
- 2016년 M&D - 'Narcissus' (피쳐링)
- 2016년 몬스타엑스 - 'Ex Girl' (피쳐링)
- 2016년 산들 - '야!' (피쳐링)
- 2017년 정키 - '부담이 돼' (피쳐링)
- 2017년 휘인, Jeff Bernat, 비오 - '다라다 (DA RA DA)' (콜라보)
- 2017년 휘인 - '그림자' (OST)
- 2017년 정민혁 - 'HOLY-DAY' (피쳐링)
- 2017년 스탠딩 에그 - 'Love or Like' (피쳐링)
- 2018년 휘인 - ‘EASY’ (Feat. Sik-k) (솔로 앨범)
- 2019년 딘딘 - '주르륵' (피쳐링)
- 2019년 박봄 - '4시 44분' (피쳐링)
- 2019년 휘인 - '헤어지자 (Prod. 정키)' (솔로 앨범)
- 2019년 휘인 - 한 사람을 사랑하고 있어(with 화사, 김현철)
- 2020년 슬기로운 의사생활 OST part.8 - 내 눈물 모아
- 2020년 청춘기록 OST part.4 - 그렇게 넌 내게 빛나
- 2021년 Redd (미니 앨범)
- 2022년 WHEE (미니 앨범)
- 2022년 D-DAY 발매
- 2023년 IN the mood (정규 1집)

## 출연 작품

### 예능
| 연도   | 방송사      | 제목                               | 회차             | 방영일             | 비고                                    |
| ------ | ----------- | ---------------------------------- | ---------------- | ------------------ | --------------------------------------- |
| 2015년 | KBS2        | 《불후의 명곡: 전설을 노래하다》   |                  |                    |                                         |
| 2015년 | Mnet        | 《야만TV》                         | 2회              | 1월 26일           |                                         |
| 2015년 | MBC         | 《듀엣가요제》                     | 추석 특집 파일럿 | 9월 25일           |                                         |
| 2016년 | MBC         | 《듀엣가요제》                     | 설 특집 파일럿   | 2월 8일            |                                         |
| 2016년 | SBS         | 《스타킹》                         | 448회            | 5월 3일            | With.문별, 화사                         |
| 2016년 | SBS         | 《동상이몽》                       | 47회             | 4월 4일            |                                         |
| 2016년 | MBC         | 《복면가왕》                       | 55회, 56회       | 4월 17일, 4월 24일 | 반달인듯 반달아닌 반달같은 너           |
| 2016년 | MBC         | 《2016 아육대》                    | 추석 특집        | 9월 15일           | 양궁 With.문별, 화사                    |
| 2016년 | KBS2        | 《해피투게더 3》                   | 465회            | 9월 15일           |                                         |
| 2016년 | KBS2        | 《대국민 토크쇼 안녕하세요》       | 293회            | 10월3일            | With.문별                               |
| 2017년 | MBC         | 《듀엣가요제》                     | 35회, 36회       | 1월 6일, 1월 13일  |                                         |
| 2017년 | JTBC        | 《밤도깨비》                       | 3회              | 8월 13일           | With.솔라                               |
| 2018년 | JTBC4       | 《비밀언니》                       | 1회~8회          | 4월 20일~6월 8일   |                                         |
| 2018년 | tvN         | 《인생술집》                       | 78회             | 7월 5일            | With.화사                               |
| 2019년 | KBS2        | 《유희열의 스케치북》              | 444회            | 5월 24일           | With.화사                               |
| 2020년 | JTBC        | 《스튜디오 룰루랄라, YA! 너두》    | 3화, 4화         | 4월 29일, 5월 6일  | JTBC 디지털 오리지널 스튜디오(유튜브에) |
| 2020년 | SBS Seezn   | 《고막메이트》                     | 32화             | 6월 26일           | 방송국에 사는 언니들(유튜브에)          |
| 2021년 | KBS2        | 《컴백홈》                         | 1화              | 4월 3일            | With.화사                               |
| 2022년 | tvN         | 《코미디빅리그》                   |                  | 1월 23일           |                                         |
| 2022년 | KBS2        | 《유희열의 스케치북》              | 576회            | 2월 4일            |                                         |
| 2022년 | KBS1        | 《구해줘 홈즈》                    | 147회            | 3월 13일           |                                         |
| 2022년 | KBS2        | 《유희열의 스케치북》              | 584회, 585회     | 4월 1일, 4월 8일   |                                         |
| 2022년 | SBS         | 《꼬리에 꼬리를 무는 그날 이야기》 | 29회             | 5월 19일           |                                         |
| 2022년 | MBC Every 1 | 《떡볶이집 그오빠》                |                  | 5월 24일           |                                         |

### 라디오
- KBS 쿨FM 볼륨을 높여요 - 2023년 9월, 스페셜 DJ

## 시사·교양프로그램
- 2022년 KBS1 《6시 내고향》 - 일일 리포터

## 수상 내역

### 가요 프로그램 1위
| 연도           | 수상 내역(총 1회)                                     |
| -------------- | ----------------------------------------------------- |
| 2022년(총 1회) | - 오묘해(총 1회) - 1월 27일 Mnet 《엠카운트다운》 1위 |